# Os alveolar
L'os alveolar és l'os dels maxil·lars que conté o revesteix les conques o alvèols, en què es mantenen les arrels de les dents. És un os fi i compacte amb múltiples i petites perforacions, a través de les quals passen els vasos sanguinis, els nervis i els vasos limfàtics. És, per tant, os alveolar aquell os (ja sigui del maxil·lar superior o de la mandíbula) que conté les arrels de les dents. Si fos possible mirar un crani que ha perdut les dents, es veuria que els ossos maxil·lars no són només plans ossis horitzontals. Dins de l'os hi ha petits cràters que marquen el lloc on les dents han d'inserir-se. Aquests espais són els alvèols i les seves parets s'anomenen processos alveolars. Conforme la dent va sortint a través de la geniva, el procés alveolar es desenvolupa al voltant de les dents per ajudar a sostenir-les dins dels maxil·lars.

Secció d'una dent humana. L'os alveolar envolta a la dent.